# ТОЗ-57
ТОЗ-57 — семейство советских спортивно-охотничьих и спортивных двуствольных ружей.

## История
Разработка ТОЗ-57 началась в связи с ростом популярности стендовой стрельбы в СССР в 1970-е годы. Ружьё было разработано на Тульском оружейном заводе в первой половине 1970-х годов на основе конструкции ружья ТОЗ-34 с учётом опыта, полученного при создании и в ходе эксплуатации штуцеров ТОЗ-55 «Зубр» и впервые представлено в 1974 году.
В 1977 году ТОЗ-57 было награждено золотой медалью Лейпцигской ярмарки. Кроме того, ружьям ТОЗ-57 был присвоен Государственный знак качества СССР.
В июле 1978 года были представлены предсерийные образцы ТОЗ-57К и ТОЗ-57К-1С.
После завершения испытаний первых образцов, в январе 1979 года ружья ТОЗ-57К и ТОЗ-57Т были представлены на выставке достижений народного хозяйства СССР в Москве и началось их производство в нескольких модификациях.
В начале 1983 года было предложено рассмотреть вопрос о возобновлении выпуска комбинированных ружей со сверловкой "парадокс" (на базе ИЖ-27 и ТОЗ-57) для охотников густонаселенных районов европейской части СССР. 21 февраля 1983 года на выставке охотничьего оружия в Красноярске было представлено ружье ТОЗ-57Т-12Е.
В апреле 1987 года было принято решение о начале выпуска двуствольного охотничьего ружья ТОЗ-84, которое должно было стать новой базовой моделью Тульского оружейного завода и заменить в производстве охотничьи ружья ТОЗ-34, штуцер ТОЗ-55 «Зубр» и спортивные ружья ТОЗ-57. В дальнейшем, производство ТОЗ-57 было прекращено.

## Описание
ТОЗ-57 представляет собой бескурковое двуствольное ружьё с вертикально расположенными стволами (часть деталей которого унифицирована и взаимозаменяема с ТОЗ-34). ТОЗ-57 отличается от ТОЗ-34 прежде всего блоком стволов и усиленным узлом запирания.
Стволы отъёмные, каналы стволов и патронники хромированы.
Ударно-спусковой механизм у ТОЗ-57, ТОЗ-57К и ТОЗ-57Т с внутренними курками и двумя спусками расположен на отдельном основании (ТОЗ-57К-1С и ТОЗ-57Т-1С оснащены УСМ неселективного типа с одним спусковым крючком, который позволяет вести стрельбу сначала из нижнего, а затем из верхнего ствола).
Цевьё — неотъёмное, закреплено на стволах двумя винтами.
Прицельная планка - вентилируемая. В отличие от охотничьих ружей, на спортивных вариантах ТОЗ-57 нет предохранителя и антабок.

## Варианты и модификации
- ТОЗ-57 - спортивно-охотничье ружьё[4] со стволами длиной 711 мм[2]
- ТОЗ-57К[3] - спортивное ружьё для стрельбы на круглом стенде[1] для массовых спортивных организаций[4], оснащённое 675-мм стволами и УСМ с двумя спусковыми крючками[2]
- ТОЗ-57К-1С[10] - спортивное ружьё для стрельбы на круглом стенде (вариант ТОЗ-57К, оснащённый УСМ с одним спусковым крючком)[2]
- ТОЗ-57Т[3] - спортивное ружьё для стрельбы на траншейном стенде[1] для массовых спортивных организаций[4], оснащённое 750-мм стволами и УСМ с двумя спусковыми крючками[2]
- ТОЗ-57Т-1С[10] - спортивное ружьё для стрельбы на траншейном стенде (вариант ТОЗ-57Т, оснащённый УСМ с одним спусковым крючком)[2]
- ТОЗ-57Т-12Е - спортивное ружьё для участия в соревнованиях международного уровня, вариант ТОЗ-57Т с более высокими техническими параметрами. Имеет быстросменный ударно-спусковой механизм, сменные прицельные планки[9] и боковые планки с прорезями (что обеспечивает лучшую вентилируемость стволов при продолжительной интенсивной стрельбе)[4]

## Дополнительная информация
- ружьё ТОЗ-57 входит в число экспонатов Тульского государственного музея оружия[12]